# Kanton Cambremer
Cambremer is een voormalig kanton van het Franse departement Calvados. Het kanton maakte deel uit van het arrondissement Lisieux. Het werd opgeheven bij decreet van 17 februari 2014, met uitwerking op 22 maart 2015. Alle gemeenten werden opgenomen in het Kanton Mézidon-Canon.

## Gemeenten
Het kanton Cambremer omvatte de volgende gemeenten:
- Auvillars
- Beaufour-Druval
- Beuvron-en-Auge
- Bonnebosq
- Cambremer (hoofdplaats)
- Formentin
- Le Fournet
- Gerrots
- Hotot-en-Auge
- Léaupartie
- Montreuil-en-Auge
- Notre-Dame-d'Estrées-Corbon
- Repentigny
- La Roque-Baignard
- Rumesnil
- Saint-Ouen-le-Pin
- Valsemé
- Victot-Pontfol